# Olympische Winterspiele 1988/Teilnehmer (Rumänien)
| Gelbes Symbol für Goldmedaillen mit stilisierten Olympischen Ringen | Graues Symbol für Silbermedaillen mit stilisierten Olympischen Ringen | Braundes Symbol für Bronzemedaillen mit stilisierten Olympischen Ringen |
| ------------------------------------------------------------------- | --------------------------------------------------------------------- | ----------------------------------------------------------------------- |
| —                                                                   | —                                                                     | —                                                                       |

Rumänien nahm an den Olympischen Winterspielen 1988 im kanadischen Calgary mit einer Delegation von elf Athleten in vier Disziplinen teil, davon fünf Männer und sechs Frauen. Ein Medaillengewinn gelang keinem der Athleten.
Fahnenträger bei der Eröffnungsfeier war der Bobfahrer Costel Petrariu.

## Teilnehmer nach Sportarten

### Bob
Männer, Zweier
- Csaba Nagy Lakatos, Costel Petrariu (ROU-1)
24. Platz (4:02,02 min)

- Dorin Degan, Grigore Anghel (ROU-2)
27. Platz (4:02,80 min)

Männer, Vierer
- Csaba Nagy Lakatos, Grigore Anghel, Florin Olteanu, Costel Petrariu (ROU-1)
20. Platz (3:51,89 min)

### Rennrodeln
Frauen
- Livia Pelin
17. Platz (3:09,651 min)

### Ski Alpin
Frauen
- Mihaela Fera
Abfahrt: Rennen nicht beendet
Super-G: 34. Platz (1:25,55 min)
Riesenslalom: Rennen nicht beendet
Slalom: Rennen nicht beendet
Kombination: 21. Platz (141,75)

### Skilanglauf
Frauen
- Mihaela Cârstoi
5 km klassisch: 51. Platz (18:21,6 min)
20 km Freistil: 48. Platz (1:06:59,5 h)
4 × 5 km Staffel: 12. Platz (1:10:59,9 h)

- Rodica Drăguș
10 km klassisch: 39. Platz (33:51,4 min)
20 km Freistil: 39. Platz (1:03:06,0 h)
4 × 5 km Staffel: 12. Platz (1:10:59,9 h)

- Ileana Ianoșiu-Hangan
5 km klassisch: Rennen nicht beendet
4 × 5 km Staffel: 12. Platz (1:10:59,9 h)

- Adina Țuțulan-Șotropa
10 km klassisch: 47. Platz (35:31,1 min)
20 km Freistil: 46. Platz (1:05:48,6 h)
4 × 5 km Staffel: 12. Platz (1:10:59,9 h)